# Instinct (série télévisée, 2018)
Pour les articles homonymes, voir Instinct (homonymie).
Ne doit pas être confondu avec Instinct (série télévisée, 2016).
Instinct (stylisé en INSTIИCT) est une série télévisée américaine en 24 épisodes de 44 minutes créée par Michael Rauch, d'après les romans de James Patterson et Howard Roughan,,,.
Elle a été diffusée entre le 18 mars 2018 et le 25 août 2019 sur CBS et en simultané sur le réseau Global au Canada.
En Belgique, la série a été diffusée à partir du 6 août 2018 sur RTL TVI, au Québec à partir du 28 août 2018 sur Séries+, en Suisse à partir du 15 novembre 2018 sur RTS Un et en France, à partir du 14 septembre 2019 sur M6.

## Synopsis
Le Dr Dylan Reinhart, professeur d'université, est un ancien officier paramilitaire de la CIA. Il est ramené à son ancienne vie par Elizabeth Needham, détective de la police de New York (NYPD). Cette dernière a besoin d'aide pour arrêter un tueur en série qui utilise un livre de Dylan Reinhart comme source d'inspiration pour ses meurtres.

## Fiche technique
Sauf indication contraire, les informations mentionnées dans cette section peuvent être confirmées par les bases de données cinématographiques IMDb et Allociné,  présentes dans la section « Liens externes ».
- Titre original et français : Instinct
- Création : Michael Rauch
- Réalisation : Marc Webb, Doug Aarniokoski, Peter Werner, Constantine Makris, Don Scardino, Laura Belsey, Jay Chandrasekhar…
- Scénario : Michael Rauch, Carol Flint, Connie Burge, Chris Ambrose, Tanya Barfield, Jill Abbinanti… d'après les romans Murder Games (2017) et Killer Instinct (2019) de James Patterson et Howard Roughan
- Direction artistique : Ray Kluga, Curt Beech, Bobby Berg, Ryan Palmer…
- Décors : Nicole Duryea, Kelley Burney, Beth Kushnick, Mila Khalevich…
- Costumes : Daniel Lawson
- Photographie : Joe Collins, Christopher LaVasseur, Jimmy Lindsey…
- Montage : Charles McClelland, Colleen Sharp, Jim Stewart, Vanessa Procopio, Alec Smight…
- Musique : James S. Levine
- Production : Michael Rauch, Alex Kurtzman, Heather Kadin, James Patterson, Bill Robinson, Leopoldo Gout, Alan Cumming, Marc Webb
- Sociétés de production : 34 Films, Secret Hideout, James Patterson Entertainment, Black Lamb, CBS Television Studios
- Société de distribution : CBS Television Distribution
- Pays d'origine :  États-Unis
- Langue originale : anglais
- Format : Couleur - 1080i (HDTV) - 16/9 HD - son stéréo
- Genre : Procédure policière, thriller, drame
- Nombre d'épisodes : 24 (2 saisons)
- Durée : 44 minutes
- Dates de première diffusion :
  - États-Unis, Canada : 18 mars 2018
  - Belgique : 6 août 2018
  - Québec : 28 août 2018
  - Suisse : 15 novembre 2018
  - France : 14 septembre 2019
- Classification :
  - France :  déconseillé aux moins de 10 ans

## Distribution

### Acteurs principaux
- Alan Cumming (VF : Pierre Tessier) : Dr Dylan Reinhart
- Bojana Novakovic (VF : Flora Brunier) : l’inspectrice Elizabeth « Lizzie » Needham
- Daniel Ings (VF : Jean-Alain Velardo) : Andrew « Andy » Wilson
- Naveen Andrews (VF : Marc Saez) : Julian Cousins
- Sharon Leal (VF : Annie Milon) : Lt. Jasmine Gooden

### Invités
- Whoopi Goldberg (VF : Maïk Darah) : Joan Ross[9],[10],[11]
- Andrew Polk (VF : Éric Marchal) : Doug
- John Mainieri (VF : Régis Lang) : Jimmy Marino
- Michael B. Silver (VF : Thomas Roditi) : Kanter Harris
- Danny Mastrogiorgio (VF : Bertrand Dingé) : Anthony Fucci
- Stephen Rider (VF : Jean-Baptiste Anoumon) : Zack Clark
- Alejandro Hernandez (VF : Sébastien Finck) : Rafael Sosa (saison 1)
- Travis Van Winkle (VF : Sylvain Agaësse) : Ryan Stock (saison 2)
- Olivia Oguma (VF : Gwenaëlle Jegou) : Sam (saison 2)
- Drew Gehling (VF : Jérémy Bardeau) : Dennis Walker (saison 2)
- Reshma Shetty (VF : Céline Melloul) : Maya (saison 2)

Doublage français réalisé par Libra Films ; adaptation : Franco Quaglia, Jessica Bluthe et Perrine Dézulier ; direction artistique : Martin Brieuc,
|                                              |
| Alan Cumming interprète le Dr Dylan Reinhart |

|                                            |
| Bojana Novakovic interprète Lizzie Needham |

|                                          |
| Naveen Andrews interprète Julian Cousins |

|                                       |
| Sharon Leal interprète Jasmine Gooden |

|                                      |
| Whoopi Goldberg interprète Joan Ross |

## Production
CBS commande le pilote de la série le 23 janvier 2017.
Le 8 février 2017, Alan Cumming est choisi pour le rôle de Dylan Reinhart, rejoint le 18 février 2017 par Bojana Novakovic dans le rôle de Lizzie . Le 23 février 2017, Daniel Ings obtient le rôle d'Andy et Naveen Andrews celui de Julian.
Le 12 mai 2017, CBS commande douze nouveaux épisodes,,.
Khandi Alexander, qui interprète Monica Hernandez dans le pilote est remplacée par Sharon Leal le 22 juin 2017.
Le 12 mai 2018, CBS renouvelle la série pour une deuxième saison. Le 17 août 2019, Michael Rauch annonce l'arrêt définitif de la série, laissant deux épisodes inédits.

## Épisodes

### Première saison (2018)
1. Les Règles du jeu (Pilot)
2. Chasse à l'homme (Wild Game)
3. Les crimes étaient presque parfaits (Secrets and Lies)
4. Pères et Fils (I Heart New York)
5. L'Arrache-cœur (Heartless)
6. L'Ange de la mort (Flat Line)
7. Sortie de route (Owned)
8. Ligne de mire (Long Shot)
9. Mauvais Rôles (Bad Actors)
10. Bye bye Birdie (Bye Bye Birdie)
11. Rêves d'enfant (Blast from the Past)
12. Meurtre au cinéma (Live)
13. Le Maillon faible (Tribal)

### Deuxième saison (2019)
Le 12 mai 2018, la série est renouvelée pour une deuxième saison, diffusée depuis le 30 juin 2019.
1. Un crime à glacer le sang (Stay Gold)
2. On ne vit qu'une fois (Broken Record)
3. Un enfant disparaît (Finders Keepers)
4. Les Adolescents de l'enfer (Big Splash)
5. La Conspiration (Ancient History)
6. Mise en scène macabre (One-of-a-Kind)
7. Soirée sous couverture (After Hours)
8. Meurtre sur glace (Go Figure)
9. Le Tueur de la Belle au bois dormant (Manhunt)
10. Clap de fin (Trust Issues)
11. Les Risques du métier (Grey Matter)

## Univers de la série

### Les personnages

#### Personnages principaux
- Dr Dylan Reinhart, auteur, professeur de psychologie et ancien officier paramilitaire de la CIA, qui rejoint le NYPD pour résoudre des cas étranges.
- Elizabeth « Lizzie » Needham, inspecteur du NYPD et partenaire de Dylan. Son partenaire et fiancé a été tué dans l'exercice de ses fonctions un an auparavant.
- Andrew « Andy » Wilson, avocat devenu propriétaire de bar et mari de Dylan.
- Julian Cousins, contact de Dylan lors de son passage à la CIA, désormais free-lance.
- Jasmine Gooden, lieutenant de police et amie de Lizzie.

#### Personnages récurrents
- Joan Ross, agent littéraire de Dylan.
- Doug, médecin légiste.
- Jimmy Marino, inspecteur de police.
- Kanter Harris, sergent de police.
- Anthony Fucci, inspecteur de police.
- Rafael Sosa inspecteur de police qui s'avère être le tueur du fiancé de Lizzie.
- Zack Clark, agent puis inspecteur de police.
- Ryan Stock, inspecteur de police du comté de Garfield, dans le Nebraska, qui vient à New York pour aider le NYPD sur le cas d'un tueur en série.

## Accueil

### Audiences
| Saison | Début de saison   | Début de saison | Début de saison | Fin de saison     | Fin de saison   | Fin de saison |
| Saison | Date de diffusion | Téléspectateurs | Réf.            | Date de diffusion | Téléspectateurs | Réf.          |
| ------ | ----------------- | --------------- | --------------- | ----------------- | --------------- | ------------- |
| 1      | 18 mars 2018      | 9 050 000       | [ 27 ]          | 1er juin 2018     | 4 510 000       | [ 28 ]        |
| 2      | 30 juin 2019      | 3 590 000       | [ 29 ]          | 25 août 2019      | 3 430 000       | [ 30 ]        |

### Réceptions critiques
Le site web de l'agrégateur d'avis, Rotten Tomatoes, a déclaré une cote d'approbation de 60 % d'après 20 évaluations, avec une note moyenne de 5,36 sur 10. Le consensus du site Web se lit comme suit: « L'instinct est finalement une procédure policière décevante, même si Alan Cumming est dans son arsenal ».
Metacritic, qui utilise une moyenne pondérée, attribue à la série un score de 53 sur 100 sur la base de 12 avis, indiquant des « critiques mixtes ou moyennes ».
Le personnage de Dylan Reinhart a été qualifié de révolutionnaire pour avoir été le premier personnage ouvertement gay dans une série télévisée américaine d'une heure,.

## DVD / Blu-ray
La première saison, constitée du pilote et de douze épisodes, sort en zone 1 le 11 décembre 2018.